# Алексєєв Микола Леонтійович
Микола Леонтійович Алексєєв (рос. Николай Леонтьевич Алексеев; нар. 14 квітня 1927, Сулківка — пом. 12 жовтня 1987, Чесма) — радянський комбайнер, передовик сільськогосподарського виробництва, Герой Соціалістичної Праці.

## Біографія
Народився 14 квітня 1927 року в селі Сулківці Уланівського району (тепер Хмільницький район Вінницької області, Україна) в селянській сім'ї. Росіянин. На початку 1930-х років разом з батьками переїхав на Південний Урал. Закінчив сільську школу. Працював робітником у колгоспі імені Т. Г. Шевченка. Закінчив курси механізаторів при Тарутинській машинно-тракторній станції. З 1940 року працював комбайнером у Тарутинської МТС. У 1956 році на причіпному комбайні «Комунар» намолотив понад 17 000 центнерів зерна.
1957 року обирався депутатом Чесменської районної Ради депутатів трудящих Челябінської області. Член КПРС з 1963 року.
З 1967 року працював помічником бригадира рільничої бригади. З 1970 року на пенсії за станом здоров'я.
Помер 12 жовтня 1987 року в селі Чесмі Чесменского району Челябінської області. Похований в селі Чесмі.

## Відзнаки
За особливі заслуги в освоєнні цілинних і перелогових земель, проведенні збирання врожаю і хлібозаготівель в 1956 році, Указом Президії Верховної Ради СРСР від 11 січня 1957 року Алексєєву Миколі Леонтійовичу присвоєне звання Героя Соціалістичної Праці з врученням ордена Леніна (№ 297826) і золотої медалі «Серп і Молот» (№ 6888).
Ногороджений медаллю «За освоєння цілинних земель» (1956), бронзовою медаллю ВДНГ СРСР (1974). Почесний громадянин Чесменського району з 1976 року.